# Vessel (album của Twenty One Pilots)
| Đánh giá chuyên môn | Đánh giá chuyên môn |
| Nguồn đánh giá      | Nguồn đánh giá      |
| Nguồn               | Đánh giá            |
| ------------------- | ------------------- |
| AbsolutePunk        | 94%                 |
| AllMusic            | [ 4 ]               |
| Alternative Press   | [ 5 ]               |
| AMH Network         | [ 6 ]               |
| Sputnikmusic        | [ 7 ]               |
| Jesus Freak Hideout | [ 8 ]               |

Vessel là album phòng thu thứ ba của ban nhạc người Mỹ Twenty One Pilots. Album được phát hành vào ngày 8 tháng 1 năm 2013 thông qua Fueled by Ramen. Đây là album hoàn chỉnh đầu tiên của họ kể từ khi được ký hợp đồng vào năm 2012.

## Danh sách bài hát
Tất cả các ca khúc trong album đều do Twenty One Pilots viết và soạn. Album này là sự kết hợp của các bài hát mới và bài hát cũ có trong những abum tự phát hành của họ.
| STT              | Nhan đề             | Thời lượng |
| ---------------- | ------------------- | ---------- |
| 1.               | "Ode to Sleep"      | 5:08       |
| 2.               | "Holding on to You" | 4:23       |
| 3.               | "Migraine"          | 3:59       |
| 4.               | "House of Gold"     | 2:43       |
| 5.               | "Car Radio"         | 4:27       |
| 6.               | "Semi-Automatic"    | 4:14       |
| 7.               | "Screen"            | 3:49       |
| 8.               | "The Run and Go"    | 3:49       |
| 9.               | "Fake You Out"      | 3:51       |
| 10.              | "Guns for Hands"    | 4:33       |
| 11.              | "Trees"             | 4:27       |
| 12.              | "Truce"             | 2:22       |
| Tổng thời lượng: | Tổng thời lượng:    | 45:37      |

- "Holding on to You" chứa đoạn lời nhạc từ bài "Lean Wit It, Rock Wit It" của Dem Franchize Boyz (mặc dù mang sắc thái châm biếm).

### Vị trí trên bảng xếp hạng
| Bảng xếp hạng (2013-2014)                | Vị trí cao nhất |
| ---------------------------------------- | --------------- |
| Album Hà Lan (Album Top 100)             | 97              |
| South Korean Albums (GAON)               | 83              |
| South Korean International Albums (GAON) | 7               |
| UK Albums (OCC)                          | 90              |
| US Billboard 200                         | 58              |
| US Top Rock Albums (Billboard)           | 15              |